# Automolis tricolorana
Automolis tricolorana är en fjärilsart som beskrevs av Wichgraf 1922. Automolis tricolorana ingår i släktet Automolis och familjen björnspinnare. Inga underarter finns listade i Catalogue of Life.